# Lobelia stricklandiae
Lobelia stricklandiae är en klockväxtart som beskrevs av Gilliland. Lobelia stricklandiae ingår i släktet lobelior, och familjen klockväxter. Inga underarter finns listade i Catalogue of Life.